# Síndrome angioosteohipertrófico
El síndrome de Klippel-Trenaunay-Weber o SKTW es una rara enfermedad congénita en la cual los vasos sanguíneos y/o los vasos linfáticos no se forman correctamente.

## Nombre
Existe cierta controversia sobre la terminología.
- Esta patología fue descrita por primera vez por los médicos franceses Maurice Klippel y Paul Trénaunay en 1900 y denominado naevus vasculosus osteohypertrophicus.
- Frederick Parkes Weber describió casos en 1907 y 1918 que eran similares pero no idénticos a los descritos por Klippel y Trénaunay.
- En 1965, Lindenauer propuso que cuando la fístula arteriovenosa está presente, el término "síndrome de Parkes Weber" se utilice en su lugar. Más recientemente, Cohen ha apoyado la separación de los términos.
- CIE-10 en la actualidad utiliza el término "síndrome de Klippel-Trenaunay-Weber".

## Síntomas y Diagnóstico
Aunque la causa y los procesos que rodean el síndrome de Klippel-Trenaunay-Weber (SKTW) son poco conocidos, el defecto congénito que se diagnostica por la presencia de una combinación de estos síntomas (a menudo en aproximadamente ¼ del cuerpo, aunque algunos casos pueden presentar más o menos tejido afectado ) son: 
- Una o más manchas distintivas en vino de oporto con bordes bien definidos
- Venas varicosas
- La hipertrofia de los tejidos blandos y óseos, que pueden llevar a gigantismo locales o disminución.
- Un mal desarrollo del sistema linfático

Nota: En algunos casos, los pacientes se pueden presentar sin manchas en vino de Oporto (puerto capilar tipo de vino). Estos casos son muy raros y pueden ser clasificados como síndrome de Klippel-Trenaunay atípico.
Hay que tener en cuenta que SKTW puede afectar los vasos sanguíneos, los vasos linfáticos, o ambos. La condición más comúnmente se presenta con una mezcla de los dos. Los que tienen implicaciones venosas están sujetos a un estilo de vida más difícil debido al aumento del dolor y las complicaciones. 
El defecto de nacimiento afecta a hombres y mujeres por igual, y no se limita a ningún grupo racial. No se está seguro si es genético en la naturaleza, aunque las pruebas están en curso.
SKTW también se asocia con taquicardia en las mujeres afectadas. La embolia pulmonar y trombosis en el 22% de los pacientes ha sido reportada. Más de 100 mujeres con SKTW han reportado palpitaciones durante los cambios hormonales, a menudo mal diagnosticados como trastorno de pánico. SKTW no debe confundirse con el síndrome de Parkes-Weber. La ausencia de la fístula AV separa sktw del síndrome de Parkes-Weber.

## Tratamiento
SKTW es un síndrome complejo, y no hay un tratamiento que sea aplicable para todos. El tratamiento se decide sobre una base caso por caso con los médicos y la persona.
En la actualidad, muchos de los síntomas se pueden tratar, pero no hay cura para el síndrome de Klippel-Trenaunay-Weber.

### Quirúrgico
La reducción de volumen ha sido el tratamiento más utilizado para el síndrome, y se ha utilizado durante décadas. Se ha avanzado en este método en el transcurso de las dos décadas pasadas, pero sigue siendo un procedimiento invasivo, y tiene muchas complicaciones. Como en la actualidad existen otras opciones para los pacientes SKTW, este método se reserva generalmente como último recurso.
Mayo Clinic ha reportado la mayor experiencia en la gestión de SKTW con cirugía mayor. En 39 años el equipo de cirugía de la Clínica Mayo ha evaluado 252 casos consecutivos de SKTW, de los cuales solo 145 (57,5%) podrían ser tratados con cirugía primaria. La tasa de éxito inmediato para el tratamiento de venas varicosas era solo del 40%, la extirpación de la malformación vascular fue posible en 60%, reducción del volumen de operaciones en el 65%, y la corrección de la deformidad ósea y la corrección de longitud de las extremidades (epifisiodesis) tenía 90% de éxito. Todos los procedimientos han demostrado alta tasa de recurrencia en el seguimiento. Los estudios demuestran que el manejo quirúrgico primario de Mayo Clinic de SKTW tiene sus limitaciones y los tratamientos no quirúrgicos deben ser desarrollados con el fin de ofrecer una mejor calidad de vida de estos pacientes. Cirugía mayor incluidas las amputaciones y la cirugía de reducción de volumen, no parecen ofrecer ningún beneficio a largo plazo.

### No Quirúrgico
La escleroterapia es un tratamiento para las venas y las malformaciones vasculares específicas en el área afectada e implica la inyección de una sustancia química en las venas anormales que causa el engrosamiento y la obstrucción de los vasos objetivo. Estos tratamientos pueden permitir el flujo normal de sangre. Es un procedimiento médico no quirúrgico y no es tan invasiva como la reducción de volumen. La Escleroterapia guiada por ultrasonido de espuma es el nuevo tratamiento que podría cerrar muchas malformaciones vasculares grandes. las operaciones de reducción de volumen pueden dar lugar a deformidades importantes y tienen un alto potencial de recurrencia y lesiones nerviosas. 
Terapias de compresión son la búsqueda de más uso a partir de los últimos diez años. El mayor problema con el síndrome de SKTW es que el flujo de sangre y/o el flujo linfático puede ser impedido. Esto puede causar dolor, hinchazón, inflamación y, en algunos casos, incluso ulceración e infección. Entre los niños mayores y adultos, las prendas de compresión se puede utilizar para aliviar casi la totalidad de ellos, y cuando se combina con la elevación de la zona afectada y la gestión adecuada, puede dar lugar a un estilo de vida confortable para el paciente, sin cirugía. Prendas de compresión también se utilizan últimamente tras un procedimiento de reducción de volumen para mantener los resultados del procedimiento. Para el tratamiento temprano de los infantes y niños pequeños con SKTW, prendas de vestir personalizadas de compresión son poco prácticas debido a la tasa de crecimiento. Cuando los niños pueden beneficiarse de terapias de compresión, envolturas y masajes linfáticos pueden ser utilizadas. Si bien las prendas de compresión o la terapia no son apropiados para todo el mundo, son relativamente baratas (en comparación con la cirugía), y tienen pocos efectos secundarios. Posibles efectos secundarios incluyen un pequeño riesgo de que los fluidos pueden ser simplemente desplazados a un lugar no deseado (por ejemplo, la ingle), o que la terapia de compresión se obstaculiza también la circulación en las extremidades afectadas. 
Otros tratamientos también están disponibles, incluyendo la terapia de masaje.

## Casos Notables
- Casey Martin - Golfista profesional
- Billy Corgan - Cantante estadounidense